# Mimene toxopei
Mimene toxopei là một loài bướm thuộc họ Hesperiidae. Nó được tìm thấy ở Papua on New Guinea.
Chiều dài cánh trước là 16–17 mm.